# Chrysopogon bellus
Chrysopogon bellus är en tvåvingeart som beskrevs av Clements 1985. Chrysopogon bellus ingår i släktet Chrysopogon och familjen rovflugor. Inga underarter finns listade i Catalogue of Life.